# Sainte-Geneviève-lès-Gasny
Sainte-Geneviève-lès-Gasny is een gemeente in het Franse departement Eure in de regio Normandië en telt 698 inwoners (1999).
Sainte-Geneviève-lès-Gasny maakt deel uit van het arrondissement Les Andelys en sinds 22 maart 2015 van het kanton Vernon toen het kanton Écos, waar de gemeente toe behoorde, werd opgeheven.

## Geografie
De oppervlakte van Sainte-Geneviève-lès-Gasny bedraagt 4,2 km², de bevolkingsdichtheid is 166,2 inwoners per km².
De onderstaande kaart toont de ligging van Sainte-Geneviève-lès-Gasny met de belangrijkste infrastructuur en aangrenzende gemeenten.

## Demografie
Onderstaande figuur toont het verloop van het inwonertal (bron: INSEE-tellingen).